# One Time for All Time
One Time for All Time — другий альбом гурту 65daysofstatic, випущений 2005 року. «Radio Protector» був випущений як сингл 7" у лютому 2006 року. Група заявила на своєму сайті, що це буде єдиний сингл з альбому.

## Список пісень
1. «Drove Through Ghosts to Get Here» — 4:18
2. «Await Rescue» — 4:44
3. «23kid» — 4:32
4. «Welcome to the Times» — 3:53
5. «Mean Low Water» — 4:00
6. «Climbing on Roofs (DeSperate Edit)» — 2:27
7. «The Big Afraid» — 2:08
8. «65 Doesn't Understand You» — 5:36
9. «Radio Protector» — 5:26

Бонус-треки в японській версії (раніше випущені в синглі Retreat! Retreat)
- «AOD» — 6:15

- «The Major Cities of the World Are Being Destroyed One By One By the Monsters» — 4:09